# 魔域幻境II
《魔域幻境II》是《魔域幻境》的續集，使用了Epic Games的魔域幻境引擎2.0，開發公司為Legend Entertrainment，大體來說，《魔域幻境II》並沒有延續一代的經典地位，而且發行時並沒有多人連線模式。
雖然《魔域幻境II》和《魔域幻境》是設定在相同的時空之中，然而《魔域幻境II》在故事上究竟是前作的續集，還是前傳，卻依舊是爭議不斷，首先，二代的故事跟一代完全沒有關聯，許多武器（除了Shock Lance是基於前作的ASMD）、敵人、種族、組織等等也都互不相同，唯一的關聯是兩款遊戲都有出現Skaarj族，除此之外，就幾乎是全新的背景，這一點招致不少玩家批評。
2005年4月18日發行的《魔域幻境之武林至尊2》（Unreal Championship 2: The Liandri Conflict）算是跟《魔域幻境II》有了點關聯：出現了一款相同的武器：Dispersion Pistol，以及一個相同的種族：Liandri。
《魔域幻境II：多人遊戲延伸》（Unreal II eXpanded MultiPlayer），簡稱XMP，在2003年12月9日免費釋出，提供一個類似搶旗子的團隊模式，補充了原先沒有的多人連線部分。
《魔域幻境II》的Xbox版在2004年2月10日發行。

## 武器
- Dispersion Pistol (T-13 Popgun)
- Combat Assault Rifle (CAR, M32 Duster)
- Grenade Launcher (M406 Hydra)
- M700 Shotgun (Crowd Pleaser)
- Flamethrower (Vulcan)
- Magnum (Avenger, Grace)
- Rocket Launcher (Shark)
- Sniper Rifle (Widowmaker)
- Energy Rifle (Shock Lance)
- Spore Cannon
- Drakk Laser
- The Takkra
- Singularity Cannon

## 可供放置的設施
- Auto Turret
- Rocket Turret
- Force Wall
- Proximity Sensor

## 外部連結
- 魔域幻境總系列官方網站 （页面存档备份，存于）
- MobyGames （页面存档备份，存于）
- Planet Unreal
- The Unreal Wiki